# Онопко Сніжана Володимирівна
Сніжана Дмитрівна Онопко (англ. Snejana Onopka, нар. 15 грудня 1986, Сєвєродонецьк, Луганська область, УРСР, СРСР) — українська супермодель, що увійшла до Топ-5 найуспішніших моделей світу.

## Біографія
Народилася 15 грудня 1986 року в Сєвєродонецьку. У 2001 році переїхала в Київ.

## Модельна кар'єра
Її шлях в модельний бізнес почався в донецькому агентстві «La Mode comme la Vie». У Києві її представляло агентство «Метрополітан-прем'єр». Улітку 2004 року брала участь у кастингу модельної агенції «AL Model Management». Агентство на той час ексклюзивно представляло «DNA Model Management». Потім стала моделлю «AL Models».
Сніжана Онопко погодилася поїхати на роботу до Нью-Йорка. Вона брала участь у показах Нью-Йорка, Мілана та Парижа. У 2005 році Стівен Мейзел сфотографував Сніжану для осінніх рекламних кампаній Prada, Dolce & Gabbana та двох обкладинок італійського журналу Vogue. У вересні 2005 року вона дебютувала, закривши показ Marc by Marc Jacobs у Нью-Йорку, а також відкрила покази Dolce & Gabbana та Karl Lagerfeld. Того ж року її запросили рекламувати косметику японської фірми Shiseido.
У 2006 році Стівен Мейзел сфотографував її для кампаній Calvin Klein і Dolce & Gabbana, Мерт Алас і Маркус Піггот сфотографували її для кампанії Louis Vuitton, а Юрген Теллер сфотографував її для Yves Saint Laurent. Того ж року Онопко стала обличчям Lanvin, змінивши Лілі Дональдсон. Сніжана Онопко з'являлася на обкладинках I-D, Numéro, Harper's Bazaar, L'Officiel, Allure Russia, Elle Ukraine, Glamour Russia та італійського, португальського, японського та французького Vogue. На подіумі вона виступала в показах таких брендів, як Chanel, Gucci, Anna Sui, Christian Dior, Versace, Balmain, Dolce & Gabbana, Marc Jacobs, Isabel Marant, Christian Lacroix, Fendi, Balenciaga.
У вересні 2006 року Онопко згадується в статті The New York Times «When Is Thin Too Thin?» разом із колегами-моделями Наташею Полі та Ханою Соукуповою.
2007 року Сніжана знялася в образі Анни Вінтур — головної редакторки американського журналу Vogue, а влітку 2009 року вийшов російський Vogue зі знімком української моделі на обкладинці. Також вона стала обличчям косметичної марки Dior.
У 2012 році Онопко знялася в кампанії Tom Ford Beauty сезону осінь/зима 2012/2013; у кампанії вона брала участь із самим дизайнером Томом Фордом.
У вересні 2017 року Сніжана Онопко ненадовго повернулася на подіум і відкрила показ Наташі Зінько на Лондонському тижні моди.
У 2021 році взяла участь в мистецькому проєкті Alex Luna Somnia Disaster, присвяченому 35-й річниці Чорнобильської трагедії. Презентація проєкту відбулася в річницю трагедії 26 квітня в Музеї цивільного захисту «Зірка полину» в місті Чорнобиль. 28 квітня в Національному заповіднику «Софія Київська» в Києві. З 14 по 21 серпня 2021 року проєкт був представлений на 12-му Одеському міжнародному кінофестивалі в Одесі.

## Особисте життя
У 2011 році одружилася з українським бізнесменом Миколою Щуром. У 2020 році вона розповіла публічно, що чоловік застосовував до неї фізичне насильство протягом усього шлюбу, а також додала, що він не погоджувався розлучатися з нею та хотів забрати її майно.
У 2022 році вона переїхала до Риги, Латвія, через російське вторгнення в Україну.
У дописі в Instagram 2024 року вона оголосила, що повторно одружилася.
Онопко вільно володіє російською, українською та англійською мовами.